# Saxifraga omphalodifolia
Saxifraga omphalodifolia är en stenbräckeväxtart som beskrevs av Hand.-mazz.. Saxifraga omphalodifolia ingår i Bräckesläktet som ingår i familjen stenbräckeväxter. Inga underarter finns listade i Catalogue of Life.